# Laith Ashley
Laith Ashley De La Cruz (Harlem, 6 de julio de 1989) es un modelo, actor, activista, cantautor y animador estadounidense.

## Primeros años
Laith creció en un hogar dominicano-estadounidense en Harlem, Nueva York. Practicaba deportes individuales y de equipo y a los 9 años ya se dedicaba al boxeo, el béisbol y particularmente el baloncesto, su deporte preferido. Continuó practicando deportes hasta la escuela secundaria, incluso de manera competitiva, a veces en el equipo masculino. El director deportivo de la escuela lo nombró el mejor atleta entre niños y niñas Su padre era católico romano y su madre cristiana pentecostal, lo que influyó en algunas de las actitudes sostenidas por la familia durante su "salida del armario".
Primero, Laith se declaró homosexual cuando tenía 17 años, aunque nunca se llamó a sí misma lesbiana. Explicó: "Cuando me asignaron mujer al nacer, pensé que era lesbiana, aunque odiaba la palabra” Más tarde, a los 19 años, se dio cuenta de que era transgénero después de ver videos producidos por personas transgénero en YouTube. Esto lo impulsó, en 2013, a declararse hombre transgénero. Laith comenzó la transición médica en enero de 2014 con terapia hormonal de masculinización. Su voz se hizo más grave y rápidamente le creció la barba. Nueve meses después, se sometió a una doble mastectomía y adoptó el nombre de Laith (que significa "león" en árabe) después de haber admirado las obras de Laith Hakeem.[cita requerida]
Laith asistió a la escuela de negocios y estudió psicología en la Universidad de Fairfield en Connecticut. Posteriormente trabajó en el Centro de Salud Comunitario Callen-Lorde, dónde trabajó con jóvenes LGBT sin hogar como trabajador social. Explicó en una entrevista: "Cuando era niño, siempre quise ser intérprete, cantante, bailarín, pero como hombre. Pero luego no pensé que fuera posible. Hice lo que mis padres decían: fui a la universidad, conseguí un trabajo de 9 a 5... y la gente siempre me decía: '¡Deberías modelar!'"

## Carrera

### Carrera de modelo
En enero de 2014, Laith inició su proceso de transición. Poco después, en 2015, Laith organizó una sesión de fotos con un amigo, y publicó las imágenes en Instagram.Las imágenes causaron atención viral, y muchas personas publicaron comentarios negativos. Estuvo a punto de eliminar su cuenta de Instagram debido a los comentarios negativos, pero Laverne Cox volvió a publicar sus imágenes en su cuenta. Esto ayudó a inspirarlo a continuar con su presencia en línea.. Desde entonces, Laith ha modelado para una variedad de lugares y campañas, incluyendo Barneys (fotografiado por Bruce Weber, en Calvin Klein y Diesel (fotografiado por David LaChapelle), convirtiéndose en el primer hombre transgénero en aparecer en una campaña de Diesel. Laith Ashley también ha aparecido en las portadas de reconocidas publicaciones de moda y estilo de vida, incluidas British GQ, Vogue France, Out Magazine, Elle UK, Attitude UK Gay Times, FTM Magazine y Cassius, entre otros. En junio de 2016, Laith apareció en Attitude UK como el especial de la revista ropa interior y ropa de verano.. Apareció en varios desfiles de moda, incluida la pasarela Gypsy Sport en la Semana de la Moda de Nueva York y el desfile de moda Marco Marco en LA Style. Está representado por la agencia Slay Model Management.

### Carrera de actuación y música
Además, Laith ha realizado trabajos musicales y televisivos. En 2016, Laith apareció en Strut, un programa de televisión sobre modelos transgénero, producido por Whoopi Goldberg. En junio de 2018, Ashley interpretó su música, incluido su sencillo "Can't Wait" en L.A. Pride. El cartel incluía actos como Jessica 6, Icona Pop, Keke Wyatt, Eve, Cece Peniston, Kim Petras, Jesse Saint John, Allie X, Gio Bravo, Karisma y Saturn Rising. En septiembre de 2018, Ashley lanzó un vídeo musical de su canción "Before You Go". Además, en 2018, Laith se convirtió en el primer miembro transgénero del Pit Crew en RuPaul's Drag Race. Apareció en el minidesafío "Pants Down Bottoms Up" en la 10.ª temporada. En 2019, colaboró con Kay'Vion en el álbum Braille de este último lanzando conjuntamente el sencillo "Favorite". En enero de 2023, interpretó al interés amoroso en el video musical de Taylor Swift "Lavender Haze".

## Activismo
Laith Ashley es una activista especialmente en cuestiones transgénero. Trabajó con FLUX, una división de AIDS Healthcare Foundation, que se dedica a crear conciencia y brindar apoyo a personas trans y no conformes con el género, participa activamente en los desfiles del Orgullo y ha hablado en numerosas ocasiones de los peligros de transfobia y visibilidad de las minorías étnicas. También ha aparecido en una gran cantidad de campañas de concientización pública LGBTQ, incluida una campaña de alto perfil de T-Mobile, la campaña "We Are Bold" de AT&T y GLAAD. También ha hablado sobre desafíos. de la transición, sobre el acoso, el racismo y, muy especialmente, la visibilidad de las personas transgénero en la industria del modelaje.
En una larga entrevista con The Huffington Post titulada "Soy trans, pero no es todo lo que soy", Laith Ashley dijo que aspiraba a ser más que un simple hombre transgénero. "Trato de ser abierto, más abierto de lo que otros pueden ser. Intento pensar en ello como una persona de género cis que mira su género como otro distinto al suyo, y si esto es algo en lo que nunca han pensado o investigado Es normal que tengan muchas preguntas, es solo la forma de hacerlas. Al menos hay que ser sensible. Creo que es importante hablar de ello, pero queremos que la gente sepa que somos personas como todos los demás. No nos pongas en evidencia y bajo los reflectores y lo hagas incómodo. Quiero mostrarles a todos que sí, soy trans, pero no es todo lo que soy. Lo mismo ocurre con todas las personas trans. historia, mi transición, mi identidad es la mía. La identidad de cada uno, trans o no, es la suya... Hay personas que eran hombre/mujer o mujer/hombre y personas que están en el medio, creo, antes de que yo estuviera en el medio. En la industria y trabajando con la industria LGBT, estaba muy en el espectro masculino. Ahora me siento más fluido".

## Filmografía

### Televisión
| Fecha | Series             | Rol                     | Episodio                                                       |
| ----- | ------------------ | ----------------------- | -------------------------------------------------------------- |
| 2016  | I Am Cait          | Sí mismo                | Guest in the reality show / Docuseries in "Partner Up" episode |
| 2016  | Strut              |                         | 6 episodios                                                    |
| 2018  | RuPaul's Drag Race | Modelo (en el Pit Crew) | "Breastworld"                                                  |
| 2018  | Pose (Temporada 1) | Sebastian               | "Love Is the Message"                                          |
| 2019  | LOGO               | Sí mismo                | "Laith Ashley - The Heartthrob"                                |

### Videos musicales
| Año  | Título          | Performer(s) | Álbum     |
| ---- | --------------- | ------------ | --------- |
| 2023 | "Lavender Haze" | Taylor Swift | Midnights |

## Discografía

### Canciones
- 2017: "Can't Wait"[17]
- 2017: "Before You Go" [19]
- 2019: "Like Me"

Presentado en
- 2018: "Favorite" (Kay'Vion feat. Laith Ashley)
- 2021: "Every Morning" (Peppermint feat. Laith Ashley)

## Pódcasts / Entrevistas
| Fecha                | Series                | Episodio                                                                   |
| -------------------- | --------------------- | -------------------------------------------------------------------------- |
| 2017                 | Susana Giménez        | Entrevista en programa de entrevistas Susanna Giménez (Episodio 16.4)      |
| 1 de agosto de 2017  | LGBTQ&A               | "Laith Ashley: Everything is a Spectrum, Nothing is Binary"                |
| 2 de octubre de 2017 | LatiNation            | Report "Laith Ashley - Transgender Model & Singer Inspiring and Educating" |
| 5 de enero de 2019   | GQ británica en línea | "Laith Ashley on transitioning and life as a model"                        |
| 29 de enero de 2018  | Hollywood Unlocked    | "Laith Ashley opens up about his transition from a woman to a man"         |